# Анаш
Анаш — посёлок в Новосёловском районе Красноярского края России. Административный центр Анашенского сельсовета.

## География
Посёлок расположен в 23 км к югу от районного центра Новосёлово.

## Население
| 2010 |
| ---- |
| 994  |

Гендерный состав
По данным Всероссийской переписи населения 2010 года 472 мужчины и 522 женщины из 994 чел.